# Samuel Klinkenberg
Samuel Klinkenberg (Sijbrandaburen, 15 september 1881 – Wageningen, 20 juni 1970) was een Nederlandse beeldhouwer, tekenaar en docent.

## Leven en werk
Samuel Klinkenberg, Sam voor intimi, was een zoon van Adriaan Klinkenberg en Anna Maria de Haan. Zijn ouders kwamen uit Zuid-Holland, hij werd geboren in het Friese dorp Sijbrandaburen, waar zijn vader sinds 1866 als predikant stond. Hij werd aanvankelijk opgeleid als meubelmaker, maar na het behalen van de nodige akten (LO en MO) werd hij in 1903 leraar handtekenen. Vanaf 1911 tot zijn pensioen in 1943 was hij als leraar verbonden aan de hbs in Haarlem. Daarnaast was Klinkenberg actief als zelfstandig kunstenaar. Hij maakte kleinplastieken, vooral dierfiguren, in hout, brons en ivoor, cameeën van schelpen en portretten in reliëf. Zijn dierfiguren waren aanvankelijk heel naturalistisch, later meer gestileerd.
Klinkenberg was, naast onder anderen Jaap Kaas en Jan Trapman, een van de dierbeeldhouwers die geregeld in Artis aan het werk was. Hij had er een eigen ruimte om zijn materialen op te bergen. Hij maakte de panter voor het grafmonument van Coenraad Kerbert (1927), directeur van Artis. Het stond aanvankelijk op de Nieuwe Oosterbegraafplaats, maar werd in 1990 naar Artis overgebracht.
Toen Klinkenberg in Haarlem kwam wonen werd hij lid van Kunst Zij Ons Doel, waarmee hij in 1913 zijn eerste expositie had. Hij toonde er zijn Uhu, een uit teakhout gesneden ooruil. Later dat jaar exposeerde hij de uil bij de tentoonstelling van Levende Meesters in Musis Sacrum in Arnhem, waar deze werd aangekocht door koningin Wilhelmina. De kunstenaar sloot zich verder aan bij onder meer Sint Lucas en de Nederlandse Kring van Beeldhouwers, van de NKvB werd hij bestuurslid. Hij exposeerde meerdere malen met deze verenigingen en had een aantal solotentoonstellingen.
Klinkenberg verhuisde in 1950 naar Wageningen, waar zijn dochter woonde. Hij overleed er twintig jaar later, op 88-jarige leeftijd.

## Werken (selectie)
- Reliëf Jacob Boeke (1916), directeur van de firma Boeke & Huidekoper
- Buste van Gerard Nolst Trenité (1920), auteur. Opgenomen in de 'Nationale Schrijversgalerij' van het Literatuurmuseum.
- Gedenkplaat Louis Bessie (1922)
- Panter (1927) voor grafmonument van Coenraad Kerbert, Amsterdam
- Gedenkplaat "1940-1945 Onze jongens", voor de hbs in Haarlem[7]
- Gedenkplaat ir. Kornelius Volkersz (1947), oprichter van de Rijkstuinbouwschool